# Peugeot 5CV
Peugeot 5CV foi o nome comercial atribuído a um pequeno modelo de baixo custo da Peugeot fabricado entre 1924 e 1929. Esses veículos eram conhecidos internamente com as designações técnicas: Tipo 172 BC, Tipo 172 R, Tipo 172 M e Tipo 172 S.
A sigla CV, que faz parte da denominação desse modelo vem de "cheval fiscale" ou potência fiscal, uma unidade usada para taxar o veículo. Apesar de estar relacionada, entre outros fatores, à potência do motor, a sigla CV nesse caso, não expressa a potência real do motor.

## Estréia
O primeiro dos 5CV foi o Tipo 172 BC, um novo modelo baseado no bem sucedido Quadrilette, que continuava sendo vendido até 1924. O Tipo 172 BC utilizava o mesmo motor de 667 cc do Quadrilette, porém com potência elevada para 11 hp. A sua estréia em competições, ocorreu no Tour de France de 1924.

## Modelos
Pequenas mudanças de acabamento e estilo e um novo motor, transformaram o Tipo 172 BC no Tipo 172 R em 1926. O motor era um quatro cilindros de 720 cc produzindo a mesma potência do anterior, mas com um torque consideravelmente maior. Em 1928, o motor foi substituído por um menor com 695 cc, que no entanto produzia mais potência, chegando a 14 hp. Um motor ainda menor e uma carroceria mais larga baixou a taxação do novo Tipo 172 M (ver cavalo fiscal), para a categoria: 4CV.

## Extras
Em 1925, foram produzidas 61 unidades do modelo Tipo 172 P, que nada mais era do que uma versão de pré produção do Tipo 172 R.
Entre 1926 e 1928, foram produzidas na fábrica de Sochaux, 781 unidades de um modelo tecnicamente mais sofisticado e de melhor desempenho, o Tipo 172 RE com o motor de 950 cc e freios à tambor nas quatro rodas.

## Um 5CV famoso
Uma Peugeot 172 BC foi adquirida em 1927, pelo ganhador do Nobel de Física, Enrico Fermi, no período de sua estadia em Roma pouco antes de se casar com Laura Capon. Utilizado principalmente no em torno de Urbe este veículo foi protagonista de um "acontecimento" durante a lua de mel do casal, quando numa viagem de Roma a Firenze ocorreu o furo em um dos pneus, e mais tarde em Radicofani a correia do ventilador se partiu, e foi substituída prontamente por Fermi com a sua calça!

## Produção
O total de unidades do Tipo 172, comercializadas como 5CV, produzidas nesse período foi de 49.127 (48.285 sem considerar os modelos "P" e "RE").
| Motor                                                                             | NE21    | NE4  | NE4           | RE      | NE5           | NE5     |
| Cilindrada                                                                        | 6671    | 720  | 720           | 950     | 695           | 695     |
| Ano de produção                                                                   | 1924-25 | 1925 | 1925-27       | 1926-28 | 1927-28       | 1928-29 |
| Unidades produzidas                                                               | 7.084   | 61   | 27.119        | 781     | 11.970        | 2.112   |
| Preço de lançamento (em FF)                                                       | 9.900   | -    | 16.980-21.980 | -       | 13.950-18.950 | -       |
| Nota: 1Os últimos exemplares do 172 BC foram equipados com o motor NE3 de 720 cm3 |         |      |               |         |               |         |